# Дряновец (област Разград)
Вижте пояснителната страница за други значения на Дряновец.
Дря̀новец е село в Североизточна България. То се намира в община Разград, област Разград.

## География
Селото отстои на 17 km на северозапад от Разград. Разположено е на 190 m надморска височина в долината на река Бели Лом, която тече в северната част на селото. През източната част на селото протича малката рекичка Мандалина, водещо началото си от едноименния извор-чешма. Мандалина е ляв приток на Бели Лом. Климатът е умерен. Почвите са алувиално-ливадни и сиво кафяви горски. Температурите през зимата варират до 15 – 16 °C под нулата. През лятото достигат 39 – 41 °C.

## История
Според археологическите свидетелства в землището на Дряновец се състои битката при Абритус, едно от най-големите военни сражения през III век.
Карел Шкорпил цитира пътешественика Карстен Нибур и идентифицира посоченото от него средновековно селище „Stranoviza“ с Дряновец. Останки от този период – трасе на крепостна стена или вал от североизток и изток, са открити в укреплението „Чуката“ източно от селото.
Късноантична крепост и може би римска, пътна станция Tilicium/Тилициум се намира на 1.41 km югоизточно по права линия от центъра на село Дряновец. Изградена е на нос, издължен в посока север-юг. От запад, юг и изток е ограничен от Суха река. Обекта е с приблизителни размери 220х50 m и е най-достъпен от север, където освен крепостна стена има издълбан и ров. Обектът е бил част от римската провинция Втора Мизия, като източно от него минава границата с провинция Скития. Укреплението е наследник на голямо римско селище, което се е намирало северно от него. Същото е населявано и през VIII-X век. От запад на твърдината минава античния път „Дуросторум“- „Анхиало“ през „Дюлинския проход“. Вероятно северно от него е тръгвало отклонението „Дуросторум“-„Одесос“.

## Население
Численост на населението според преброяванията през годините:
| \| Година на преброяване \| Численост \| \| --------------------- \| --------- \| \| 1934 \| 2729 \| \| 1946 \| 2536 \| \| 1956 \| 2208 \| \| 1965 \| 2050 \| \| 1975 \| 1735 \| \| 1985 \| 1246 \| \| 1992 \| 1176 \| \| 2001 \| 907 \| \| 2011 \| 628 \| \| 2021 \| 587 \| |           |
| Година на преброяване | Численост |
| 1934 | 2729      |
| 1946 | 2536      |
| 1956 | 2208      |
| 1965 | 2050      |
| 1975 | 1735      |
| 1985 | 1246      |
| 1992 | 1176      |
| 2001 | 907       |
| 2011 | 628       |
| 2021 | 587       |

### Етнически състав
Преброяване на населението през 2011 г.
Численост и дял на етническите групи според преброяването на населението през 2011 г.:
|                     | Численост | Дял (в %) |
| Общо                | 628       | 100.00    |
| Българи             | 510       | 81.21     |
| Турци               | 0         | 0.00      |
| Цигани              | 9         | 1.43      |
| Други               | 14        | 2.22      |
| Не се самоопределят | 3         | 0.47      |
| Неотговорили        | 92        | 14.64     |

## Културни и природни забележителности
- Читалище „Напредък“, основано 1922 г.,
- Здравна служба,
- Основно училище „Христо Ботев“, основано през 1860 г., закрито през 2008 г.

## Традиционно облекло в село Дряновец
Етнографските изследвания показват, че по състав облеклото на капанското населениеспадат към широко разпространени в страната мъжки и женски носии. Женската капанска носия е съставена от риза и две престилки, представлява регионална разновидност на срещаното в цялата Дунавска равнина женско двупрестилчено облекло. В етнографската литература мъжкото капанско облекло се определя като облекло от чернодрешен тип въз основа на тъмния цвят на връхните мъжки дрехи. На фона на това облекло се очертават определящите го местни особености.

### Женско облекло
В състава на капанското женско облекло влизат дрехи, които са задължителни за носене от жените във всички възрасти и случаи. Те образуват неговата основа, без която носията не може да съществува. Такива части са ризата, пещималът, престилката и поясът. Освен тях при промяна на възрастта или семейното положение на жената, както и при различни сезони и битови потребности в капанската носия се включват редица допълнителни части. С тях съставът ѝ става значително по-богат и разнообразен.

### Мъжко облекло
Както при носиите от останалите райони на страната основният състав на капанското мъжко облекло се образува от риза, гащи и пояс. Към него в зависимост от сезона, семейното положение и възрастта се прибавят различни по вид връхни дрехи, принадлежности за обуване и калпак.

## Редовни събития
Съборът в Дряновец е на 24 май.

## Личности
- Цони Гергев Механджиоглу (1843 – 1905) – депутат в Учредителното Народно събрание в Търново – 1879 г.

### Загинали за Родината 1912 – 1913 г.
- подпоручик Антон Ст. Балканджиев, връх Китка, Брегалнишка битка, Междусъюзническа война
- мл. подоф. Неделчо М. Маринов, село Петра, Лозенградска операция, Балканска война
- мл. подоф. Велчо Д. Велчев, Равна нива, Междусъюзническа война
- ефрейт. Илия Сл. Чолев, Караагач, Балканска война
- ефрейт. Матю М. Шарабчиев,
- редн. Стоянь Д. Тиханов, връх Китка,
- редн. Пенко Г. Лазаров,
- редн. Стойчо Ив. Минчев,
- редн. Руси Д. Т. Цонев, с. Петра,
- редн. Стоян Ив. Исперев,
- редн. Ангел К. Т. Иванов, с. Татар кьой,
- редн. Цоню Ц. Чолев, с. Колиба,
- редн. Гавраил Хр. Димов, с. Ермени кьой,
- редн. Димитър Ал. Сандолов,
- редн. Кюран П. Т. Цонев, с. Бабатчую,
- редн. Рахчо Д. Рахов, с. Караагач,
- редн. Стоян Ст. Писев,
- редн. Павел Драганов, Лозенград,
- редн. Ивань Д. Локмаджиев, Мал. Камак,
- редн. Руси Ив. Мирчев, връх Султантепе,
- редн. Димитър М. Марков, гр. Чорлу,
- редн. Николай В. Матев, Черкезкьой,
- редн. Ивань Т. Терзиев, гр. Пазарджик,
- редн. Нако Д. Вълчев, Равна нива,
- редн. Васил М. Фъчиджиев, с. Ендже-Каракьой,
- редн. Цоню Д. Василев, Бунархисар, Люлебургаско-Бунархисарска операция, Балканска война.

## Други
През 1951 г. е основан футболен отбор „Тракторист“ преименуван след това последователно на „Бели Лом“ и „Евгений“, а същестувал до 1989 г. Днес в Дряновец играе домакинските си срещи футболен отбор „Бели Лом 2015“.